# Records du Ghana d'athlétisme
Les records du Ghana d'athlétisme sont les meilleures performances réalisées par des athlètes ghanéens et homologuées par la Ghana Athletics Association (GAA).

## Plein air

### Hommes
| Épreuve              | Record | Athlète                                                                          | Date               | Compétition                       | Lieu                | Réf.   |
| -------------------- | --- | -------------------------------------------------------------------------------- | ------------------ | --------------------------------- | ------------------- | ------ |
| 100 m                | 9 s 90 (+2,0 m/s) | Benjamin Azamati-Kwaku                                                           | 25 mars 2022       | Texas Relays                      | Austin              | [ 1 ]  |
| 200 m                | 19 s 79 (+1,3 m/s) | James Dadzie                                                                     | 29 avril 2023      | Texas Tech Corky/Crofoot Shootout | Lubbock             | [ 2 ]  |
| 400 m                | 45 s 13 | Ibrahim Hassan                                                                   | 21 avril 1996      | Mt. SAC Relays                    | Walnut              |        |
| 800 m                | 1 min 44 s 80 | Alex Amankwah                                                                    | 19 mai 2017        | Georgia Meet of Champions         | Marietta            | [ 3 ]  |
| 1 500 m              | 3 min 40 s 23 | Sampson Laari                                                                    | 2 juin 2018        | Music City Distance Carnival      | Nashville           |        |
| 3 000 m              | 8 min 26 s 68 | Prosper Goku                                                                     | 6 juillet 2012     |                                   | Kumasi              |        |
| 5 000 m              | 13 min 51 s 63 | William Amponsah                                                                 | 6 août 2022        | Jeux du Commonwealth              | Birmingham          | [ 4 ]  |
| 10 000 m             | 28 min 00 s 09 | William Amponsah                                                                 | 11 avril 2024      | Bryan Clay Invitational           | Azusa               | [ 5 ]  |
| Semi-marathon        | 1 h 03 min 15 s | William Amponsah                                                                 | 11 septembre 2022  | Great North Run                   | Newcastle upon Tyne | [ 6 ]  |
| Marathon             | 2 h 18 min 43 s | Emanuel Amoo                                                                     | 11 novembre 1990   |                                   | Lagos               |        |
| 110 m haies          | 13 s 59 (+2,0 m/s) | Yakubu Ibrahim                                                                   | 27 juin 2021       | JAC Golden Southeast Classic      | Jacksonville        | [ 7 ]  |
| 400 m haies          | 50 s 40 | Keith Nkrumah                                                                    | 5 mai 2012         | Championnats MEAC                 | Greensboro          | [ 8 ]  |
| 3 000 m steeple      | 8 min 57 s 54 | Robert Hackman                                                                   | 1er septembre 1972 | Jeux olympiques                   | Munich              |        |
| Saut en hauteur      | 2,24 m | Kwaku Boateng                                                                    | 8 août 1996        | Championnats du Canada            | Kitchener           | [ 9 ]  |
| Saut à la perche     | 5,40 m A | Jordan Yamoah                                                                    | 25 mai 2013        | Championnats NCAA division II     | Pueblo              | [ 10 ] |
| Saut en longueur     | 8,43 m (-0,2 m/s) | Ignisious Gaisah                                                                 | 14 juillet 2006    | Golden Gala                       | Rome                |        |
| Triple saut          | 17,23 m (-0,5 m/s) | Andrew Owusu                                                                     | 19 août 1998       | Championnats d'Afrique            | Dakar               |        |
| Lancer du poids      | 17,97 m | Kwabena Keene                                                                    | 20 avril 2012      | Championnats ACC                  | Charlottesville     | [ 11 ] |
| Lancer du disque     | 52,98 m | Kwabena Keene                                                                    | 15 avril 2010      | Championnats ACC                  | Clemson             | [ 12 ] |
| Lancer du marteau    | 50,56 m | David Dadzie                                                                     | 19 mai 2016        | Great Lakes Elite Meet            | Delaware            | [ 13 ] |
| Lancer du javelot    | 83,09 m | John Ampomah                                                                     | 8 juillet 2016     |                                   | Cape Coast          | [ 14 ] |
| Décathlon            | 7 811 pts | Atsu Nyamadi                                                                     | 21-22 avril 2017   | Virginia Challenge                | Charlottesville     | [ 15 ] |
| Décathlon            | 11 s 24 (+1,2 m/s) (100 m), 7,62 m (+1,7 m/s) (longueur), 13,71 m (poids), 1,93 m (hauteur), 50 s 49 (400 m) / 14 s 71 (+1,9 m/s) (110 m haies), 45,76 m (disque), 4,40 m (perche), 59,54 m (javelot), 4 min 42 s 51 (1 500 m) |                                                                                  |                    |                                   |                     |        |
| 20 km marche (route) | 1 h 32 min 54 s | Ahmed Tijani Sanni                                                               | 29 avril 2006      |                                   | Cape Coast          |        |
| 50 km marche (route) | 4 h 42 min 15 s | Kofi Ali                                                                         | 29 avril 2006      |                                   | Cape Coast          |        |
| 4 × 100 m            | 38 s 07 | Équipe nationale Sean Safo-Antwi Benjamin Azamati-Kwaku Joseph Manu Joseph Amoah | 23 juillet 2022    | Championnats du monde             | Eugene              | [ 16 ] |
| 4 × 400 m            | 3 min 04 s 76 | Équipe nationale George Effah Daniel Gyasi Kwadwo Acheampong Emmanuel Dasor      | 24 juillet 2015    | Warri Relays                      | Warri               | [ 17 ] |

### Femmes
| Épreuve              | Record | Athlète                                                                                | Date              | Compétition                  | Lieu            | Réf.   |
| -------------------- | --- | -------------------------------------------------------------------------------------- | ----------------- | ---------------------------- | --------------- | ------ |
| 100 m                | 11 s 14 (0,0 m/s) | Vida Anim                                                                              | 20 août 2004      | Jeux olympiques              | Athènes         | [ 18 ] |
| 200 m                | 22 s 67 (+0,9 m/s) | Janet Amponsah                                                                         | 21 avril 2018     | War Eagle Invitational       | Auburn          | [ 19 ] |
| 400 m                | 51 s 82 | Akua Obeng-Akrofi                                                                      | 25 mai 2018       | Championnats NCAA Région Est | Tampa           | [ 20 ] |
| 800 m                | 1 min 59 s 60 | Akosua Serwah                                                                          | 2 juillet 2004    | Golden Gala                  | Rome            |        |
| 1 500 m              | 4 min 17 s 75 | Agnes Abu                                                                              | 21 avril 2017     | War Eagle Invitational       | Auburn          | ,      |
| 3 000 m              | 9 min 31 s 97 | Lydia Mato                                                                             | 9 mai 2015        | Nebraska Invitational        | Lincoln         | [ 23 ] |
| 5 000 m              | 16 min 25 s 28 | Sarah Koomson                                                                          | 28 mars 2024      | Texas Relays                 | Austin          | [ 24 ] |
| 10 000 m             | 35 min 27 s 23 | Lydia Mato                                                                             | 9 mai 2015        | Championnats NCAA juniors    | Hutchinson      | [ 25 ] |
| Semi-marathon        | 1 h 16 min 30 s | Millicent Boadi                                                                        | 19 novembre 2005  |                              | Lagos           |        |
| Marathon             | 2 h 42 min 12 s | Sakat Lariba                                                                           | 21 septembre 2015 |                              | Accra           |        |
| 100 m haies          | 13 s 02 (+1,8 m/s) | Vida Nsiah                                                                             | 27 avril 2001     | Penn Relays                  | Philadelphie    |        |
| 100 m haies          | 13 s 02 (-1,6 m/s) | Vida Nsiah                                                                             | 28 avril 2001     | Penn Relays                  | Philadelphie    |        |
| 400 m haies          | 59 s 13 | Ruky Abdulai                                                                           | 4 juin 2006       |                              | Abbotsford      |        |
| 3 000 m steeple      | |                                                                                        |                   |                              |                 |        |
| Saut en hauteur      | 1,94 m | Rose Yeboah                                                                            | 6 août 2023       | Universiades                 | Chengdu         | [ 26 ] |
| Saut à la perche     | 2,50 m | Margaret Simpson                                                                       | 19 avril 2007     |                              | Réduit          |        |
| Saut en longueur     | 6,94 m (+1,8 m/s) | Deborah Acquah                                                                         | 7 août 2022       | Jeux du Commonwealth         | Birmingham      | [ 27 ] |
| Triple saut          | 14,33 m (+0,8 m/s) | Nadia Eke                                                                              | 8 juin 2019       | Racers Grand Prix            | Kingston        | [ 28 ] |
| Lancer du poids      | 16,01 m | Claudia Ababio                                                                         | 24 mai 2018       | Championnats NCAA Région Est | Tampa           | [ 29 ] |
| Lancer du disque     | 55,08 m | Claudia Ababio                                                                         | 8 avril 2017      | Virginia Quad                | Charlottesville | [ 30 ] |
| Lancer du marteau    | 61,95 m | Claudia Ababio                                                                         | 21 avril 2018     | Virginia Challenge           | Charlottesville | [ 31 ] |
| Lancer du javelot    | 56,36 m | Margaret Simpson                                                                       | 7 août 2005       | Championnats du monde        | Helsinki        | [ 33 ] |
| Heptathlon           | 6 423 pts (AR) | Margaret Simpson                                                                       | 28–29 mai 2005    | Hypo-Meeting                 | Götzis          |        |
| Heptathlon           | 13 s 41 (-0,8 m/s) (100 m haies), 1,85 m (hauteur), 13,01 m (poids), 24 s 55 (+1,0 m/s) (200 m) / 6,32 m (+0,7 m/s) (longueur), 52,71 m (javelot), 2 min 21 s 71 (800 m) |                                                                                        |                   |                              |                 |        |
| 20 km marche (route) | 1 h 55 min 42 s | Jacqueline Ado Bludo                                                                   | 29 avril 2006     |                              | Cape Coast      |        |
| 4 × 100 m            | 42 s 67 | Équipe nationale Flings Owusu-Agyapong Gemma Acheampong Beatrice Gyaman Janet Amponsah | 8 juillet 2016    | Mémorial Soga-Nana           | Cape Coast      | [ 34 ] |
| 4 × 400 m            | 3 min 35 s 55 | Équipe nationale Helena Opoku Grace Bakari Georgina Aidoo Hannah Afriyie               | 27 juillet 1978   | Jeux africains               | Alger           |        |